# Tugéras-Saint-Maurice
Tugéras-Saint-Maurice település Franciaországban, Charente-Maritime megyében. Lakosainak száma 383 fő (2022. január 1.). Tugéras-Saint-Maurice Chartuzac, Chaunac, Coux, Expiremont, Fontaines-d’Ozillac, Rouffignac és Villexavier községekkel határos.

## Népesség
A település népessége az elmúlt években az alábbi módon változott:
| Lakosok száma | 362  | 367  | 376  | 376  | 378  | 375  | 378  | 380  | 383  |
|               | 2013 | 2015 | 2016 | 2017 | 2018 | 2019 | 2020 | 2021 | 2022 |